# Marito Rivera
Mario Antonio Rivera Molina (San Miguel, 10 de marzo de 1964), más conocido como Marito Rivera, es un cantante, pianista, compositor y arreglista Salvadoreño que lidera la agrupación musical Marito Rivera y su Grupo Bravo, banda formada en el barrio San Francisco ciudad de San Miguel, en la zona oriental de El Salvador.

## Biografía y carrera musical
Es el primogénito de Mario Rivera y Ela Beatriz Molina de Rivera. 
Estudió en el Instituto Católico de Oriente (IC). Iniciando su carrera musical a los siete años. A los trece años formó parte de los grupos musicales Los Babies y Juvenil IC. Para los quince años ya hacía presentaciones en varias ciudades de El Salvador.
Ya en la adolescencia se incorporó al Grupo Bravo que era administrado por su padre acompañado de todos sus hermanos Reynaldo Rivera en la trompeta, Elena Rivera vocalista líder de la agrupación y Peter Rivera Guitarrista. A esta agrupación musical le cambió el nombre por el de: Marito Rivera y su Grupo Bravo.
Cuando se graduó de bachiller, viajó a Ceará (Brasil) para estudiar en el Conservatorio de Música. Cursando en un año seis ciclos con altas calificaciones. A su regreso a El Salvador ya era un joven preparado y muy talentoso en la música dando un gran impulso junto a su Grupo Bravo.